# Політична корупція
| Менш корумповані 90–100 80–89 70–79 60–69 50–59 | Більш корумповані 40–49 30–39 20–29 10–19 0–9 Немає даних |

Політична корупція ― це використання повноважень державними чиновниками або їх мережевими контактами для незаконної приватної вигоди.
Форми корупції різняться, але можуть включати хабарництво, лобіювання, вимагання, кураторство, кумівство, парохіалім, патронаж, торгівлю впливом, прищеплення та розкрадання. Корупція може сприяти організованій злочинності, таким як торгівля наркотиками, відмивання грошей та торгівля людьми, хоча вона не обмежується цією діяльністю. Зловживання державною владою для інших цілей, таких як репресії політичних опонентів та загальна жорстокість поліції, також вважається політичною корупцією.
В різні часи корупція визначалася по-різному. Наприклад, у простому контексті, виконуючи роботу в уряді, неетично приймати подарунок. Будь-який безкоштовний подарунок можна трактувати як схему, яка спонукає одержувача до певних упереджень. У більшості випадків подарунок розглядається як намір домагатися певних послуг, таких як просування по службі, або щоб отримати контракт, роботу або звільнення від певних завдань у випадку, коли молодший працівник передає подарунок старшому службовцю, який може бути ключовим у завоюванні прихильності.
Деякі форми корупції ― тепер їх називають «інституційною корупцією» ― відрізняються від хабарництва та інших видів очевидної особистої вигоди. Подібна проблема корупції виникає в будь-якій установі, що залежить від фінансової підтримки людей, які мають інтереси, що можуть суперечити першочерговій меті установи.
Незаконні дії посадової особи становлять політичну корупцію лише в тому випадку, якщо ця дія безпосередньо пов'язана з його службовими обов'язками, вчиненими відповідно до закону або передбачає торгівлю впливом. Діяльність, що становить корупцію, відрізняється залежно від країни або юрисдикції. Наприклад, деякі практики політичного фінансування, які є законними в одному місці, можуть бути незаконними в іншому. У деяких випадках державні службовці мають широкі або чітко визначені повноваження, що ускладнює розрізнення законних та незаконних дій. За оцінками, лише на хабарництво щорічно залучається понад 1 трильйон доларів США. Держава нестримної політичної корупції називається клептократія, що буквально означає «правління злодіїв».

## Наслідки

### Наслідки для політики, адміністрації та інституцій

Країни Із політиками, державними чиновниками або близькими співробітниками, причетними до Панамських документів 15 квітня 2016 року

Політична корупція підриває демократію та належне управління шляхом порушення чи навіть підриву формальних процесів. Корупція на виборах та в законодавчих органах зменшує підзвітність та спотворює представництво у процесі формування політики; корупція в судовій системі компрометує верховенство права; а корупція в державному управлінні призводить до неефективного надання послуг. Для республік це порушує основний принцип республіканізму щодо централізації громадянської чесноти.
Більш загально, корупція руйнує інституційну спроможність уряду, підриває легітимність влади та такі демократичні цінності, як довіра та толерантність. Останні дані свідчать про те, що коливання рівнів корупції серед демократій із високим рівнем доходу можуть суттєво відрізнятися залежно від рівня підзвітності осіб, що приймають рішення. Докази крихких держав також показують, що корупція та хабарництво можуть негативно вплинути на довіру до установ.
Корупція може також вплинути на надання урядом товарів і послуг. Це збільшує витрати на товари та послуги, які виникають внаслідок втрати ефективності. За відсутності корупції державні проекти можуть бути економічно ефективними за їх справжніх витрат, однак після включення витрат на корупцію проекти можуть не бути економічно ефективними, тому вони не виконуються, спотворюючи надання товарів і послуг.

### Наслідки для економіки
У приватному секторі корупція збільшує вартість бізнесу через ціну самих незаконних платежів, витрати на управління переговорами з чиновниками та ризик порушення домовленостей чи викриття. Хоча деякі стверджують, що корупція зменшує витрати за рахунок скорочення бюрократії, наявність хабарів також може спонукати чиновників надумувати нові правила та затримки.
Корупція може мати прямий вплив на ефективну граничну ставку податку фірми. Підкуп податкових службовців може зменшити податкові платежі фірми, якщо гранична ставка хабара нижче офіційної граничної ставки податку. Однак в Уганді хабарі мають більший негативний вплив на діяльність фірм, ніж оподаткування. Дійсно, збільшення хабара на один процентний пункт зменшує річний ріст фірми на три відсоткові пункти, тоді як збільшення на 1 процентний пункт податків зменшує зростання фірми на один процентний пункт.
Корупція також породжує економічні викривлення в державному секторі шляхом перенаправлення державних інвестицій на капітальні проекти, де хабарі та відкати є більшими. Посадові особи можуть збільшити технічну складність проектів державного сектору, щоб приховати або прокласти шлях для таких угод, тим самим ще більше спотворюючи інвестиції. Корупція також знижує дотримання будівельних, екологічних чи інших нормативних актів, знижує якість державних послуг та інфраструктури та збільшує бюджетний тиск на уряд.
Економісти стверджують, що одним із факторів різного економічного розвитку в Африці та Азії є те, що в Африці корупція насамперед набула форми вилучення орендної плати, а отриманий фінансовий капітал переміщувався за кордон, а не інвестувався вдома (звідси стереотипний, але часто точний, образ африканських диктаторів, що мають швейцарські банківські рахунки). У Нігерії, наприклад, більш ніж 400 мільярдів $ були вкрадені з казни лідерами Нігерії в період з 1960 по 1999 рік.
Дослідники Університету штату Массачусетс Amherst підрахували, що з 1970 по 1996 рік відтік капіталу з 30 країн на південь від Сахари становив 187 мільярдів доларів, перевищуючи зовнішній борг цих країн. (Результати, виражені у відсталому або придушеному розвитку, були теоретично змодельовані економістом Мансуром Олсоном). У випадку з Африкою одним із факторів такої поведінки була політична нестабільність і той факт, що нові уряди часто конфіскували корумповано отримані активи попереднього уряду. Це спонукало чиновників зберігати свої статки за кордоном, недоступні для майбутніх експропріацій. На відміну від них, азіатські адміністрації, такі як Новий порядок Сухарто, часто вживали скорочення для господарських операцій або забезпечували умови для розвитку через інвестиції в інфраструктуру, правопорядок тощо.

### Екологічні та соціальні наслідки

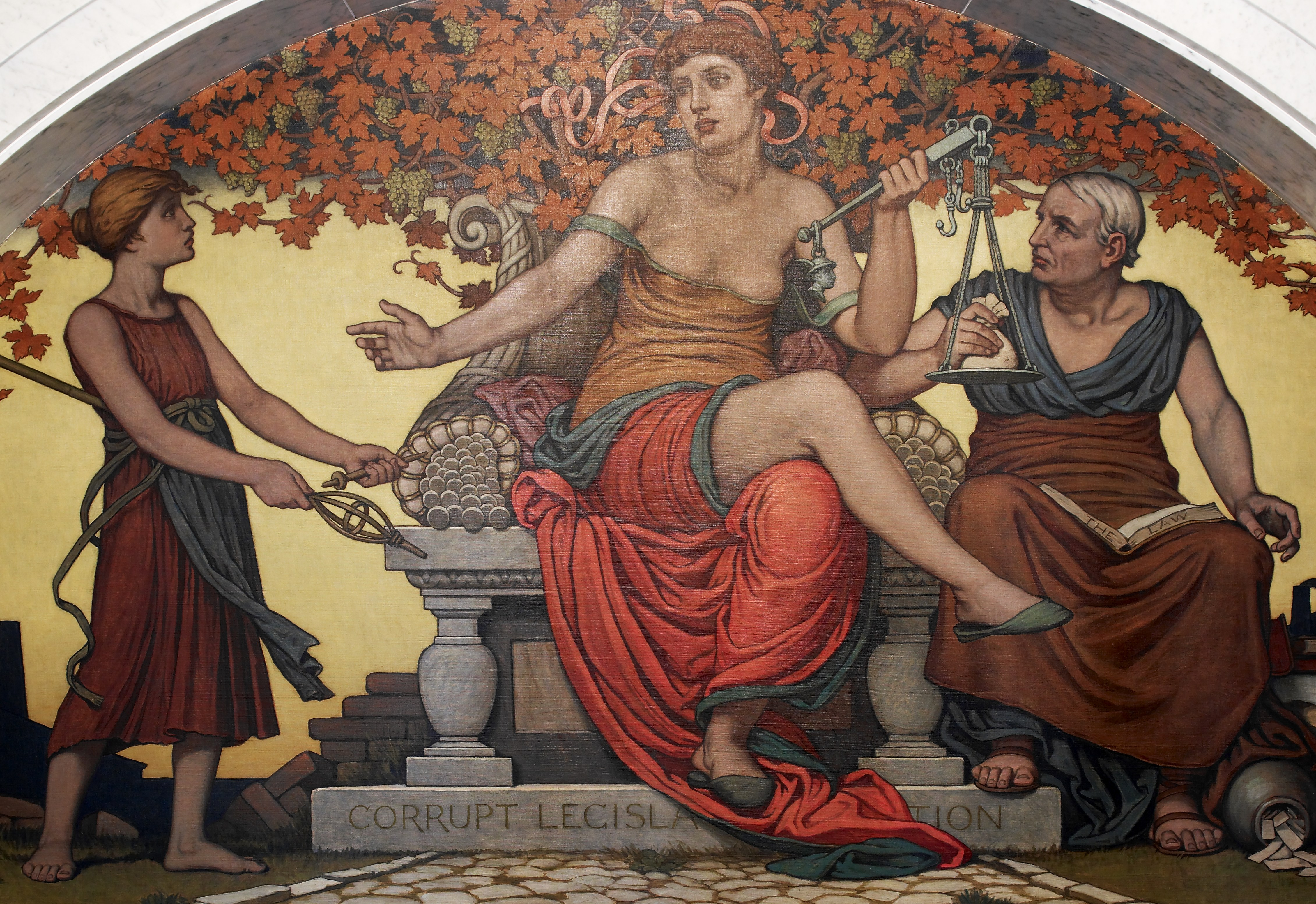
Деталь із корумпованого законодавства (1896) Еліу Веддера. Бібліотека КонгресуТомаса Джефферсона, Вашингтон, округ Колумбія

Корупція найчастіше виявляється в країнах з найменшими доходами на душу населення, які покладаються на іноземну допомогу в медичних послугах. Заволодіння пожертвованими грошей з-за кордону особливо поширене в країнах Африки, що перебувають на південь від Сахари, у звіті Світового банку за 2006 рік повідомляється, що близько половини коштів, які були пожертвувані на використання медичних послуг, ніколи не вкладались у сектори охорони здоров'я та не передавалися тим, хто потребує медичної допомоги.
Зрештою, в країнах, що розвиваються, є достатня кількість грошей на охорону здоров'я, але місцева корупція позбавляє широке населення необхідних їм ресурсів.
Корупція сприяє знищенню довкілля. Хоча корумповані суспільства можуть мати офіційне законодавство щодо захисту навколишнього середовища, воно не може бути виконане, якщо чиновників легко підкупити. Те саме стосується захисту працівників соціальних прав, боротьба з профспілкам та дитяча праця. Порушення цих законів дозволяє корумпованим країнам отримати нелегітимну економічну перевагу на міжнародному ринку.
Економіст, який отриамв Нобелівську премію, Амартія Сен зауважив, що «не існує такого поняття, як аполітична харчова проблема». Хоча посуха та інші природні умови можуть спричинити масовий голод, саме дії чи бездіяльність уряду визначають його тяжкість, а часто навіть те, чи настане голод чи ні.
Уряди, які мають сильні тенденції до клептократії, можуть підірвати продовольчу безпеку, навіть коли врожай хороший. Чиновники часто крадуть державне майно. У Біхарі, Індія, більше 80 % субсидованої продовольчої допомоги бідним викрадають корумповані чиновники. Так само продовольчу допомогу часто грабують з-під зброї уряди, злочинці та полководці, і продають з метою отримання прибутку. ХХ століття наповнене багатьма прикладами того, як уряди підривають продовольчу безпеку власних країн ― іноді навмисно.

### Вплив на гуманітарну допомогу
Масштаби гуманітарної допомоги бідним та нестабільним регіонам світу зростають, але вона дуже вразлива до корупції, оскільки найбільшою загрозою є продовольча допомога, будівництво та інша високоцінна допомога. Продовольча допомога може бути безпосередньо та фізично відхилена від передбачуваного призначення або опосередковано шляхом маніпуляцій з оцінками розподілена на користь певних груп або осіб.

### Вплив на здоров'я
Корупція відіграє величезну роль у системі охорони здоров'я, починаючи від лікарні, закінчуючи урядом і іншими установами, які пропагують якісну та доступну медичну допомогу людям. Ефективність надання медичної допомоги в будь-якій країні в значній мірі залежить від підзвітних та прозорих систем, належного управління фінансовими та людськими ресурсами та своєчасного надання послуг вразливим верствам населення країни.
Якщо структура системи охорони здоров'я не буде належним чином відслідковуватись, починаючи з нагляду за наданням медичних послуг, постачанням ліків та проведенням тендерів, завжди буде спостерігатися безгосподарне управління та привласнення коштів. Корупція також може підірвати надання медичних послуг, що в свою чергу дезорієнтує життя бідних. Корупція призводить до порушення прав людини та основних свобод, оскільки людям, яким надано право скористатися базовим медичним обслуговуванням, уряди відмовляють через недобросовісні процеси, керовані жадібністю. Отже, для того, щоб країна могла підтримувати здоров'я громадян, повинні існувати ефективні системи та належні ресурси, які зможуть приборкувати зло, як корупцію, яка її підтримує.

### Вплив на освіту
Освіта складає основу, на якій будується суспільство та формуються різні аспекти добробуту. Корупція у вищій освіті поширена і вимагає негайного втручання. Посилення корупції у вищій освіті призвело до зростаючої глобальної стурбованості серед урядів, студентів та викладачів та інших зацікавлених сторін. Ті, хто пропонує послуги у вищих навчальних закладах, стикаються з тиском, який значною мірою загрожує інтегральній вартості підприємства вищої освіти. Корупція у вищій школі має більший негативний вплив, вона руйнує співвідношення між особистими зусиллями та очікуванням винагороди. Більше того, співробітники та студенти формують переконання, що особистий успіх відбувається не завдяки напруженій роботі та заслугам, а через переговори з викладачами та інші комбінації клавіш. Академічні підвищення у вищих навчальних закладах були обмежені необмеженою корупцією. В даний час просування базується на особистих зв'язках, а не на професійних досягненнях. Це призвело до різкого збільшення кількості професорів і свідчить про їх швидку втрату статусу. Негативні процеси в академічних закладах призвели до того, що випускники погано пристосовані до ринку праці. Корупція перешкоджає міжнародним стандартам системи освіти. Крім того, плагіат є формою корупції в академічних дослідженнях, де він впливає на оригінальність та унеможливлює навчання. Окремі порушення знаходяться у тісному зв'язку із способами функціонування системи. Крім того, університети можуть мати стосунки з бізнесом та представниками влади, які в більшості своїй вступають на докторантуру без програми бакалаврату. Отже, гроші, влада та пов'язане з ними впливають на компроміс із освітніми стандартами, оскільки вони є джерелом живлення. Студент може закінчити дипломну роботу за коротший термін, який порушує якість виконаної роботи та ставить під сумнів поріг вищої освіти.
Корупція не характерна для бідних країн, країн, що розвиваються, або країн з перехідною економікою. У західних країнах існують випадки хабарництва та інших форм корупції у всіх можливих сферах: виплати під стіл відомим хірургам пацієнтами, які намагаються потрапити до списку майбутніх операцій хабарі, сплачені постачальниками автомобільна промисловість з метою продажу неякісних з'єднувачів, що використовуються, наприклад, в обладнанні безпеки, таких як подушки безпеки, хабарі, що платять постачальники виробникам дефібриляторів (для продажу неякісних конденсаторів), внески, які виплачують багаті батьки до "фонду соціального та культурного "престижного університету в обмін на його прийняття їх дітей, хабарі, сплачені за отримання дипломів, фінансових та інших переваг, що надаються профспілковим членам виконавчої ради автовиробника в обмін на позиції та голоси, сприятливі для роботодавців тощо. Приклади нескінченні.
Ці різні прояви корупції в кінцевому рахунку можуть представляти небезпеку для здоров'я населення; вони можуть дискредитувати конкретні, основні інститути чи соціальні відносини. Осипян підсумував «дослідження» сприйняття корупції серед росіян у 2008 році. .30 відсотків респондентів відзначили рівень корупції як дуже високий, тоді як ще 44 відсотки як високий. 19 відсотків вважали його середнім і лише 1 відсоток низьким. Найбільш корумпованими у свідомості людей є ДАІ (33 відсотки), місцева влада (28 відсотків), міліція (26 відсотків), охорона здоров'я (16 відсотків) та освіта (15 відсотків). 52 відсотки респондентів мали досвід передачі грошей або подарунків медичним працівникам, тоді як 36 відсотків здійснювали неформальні виплати освітянам ". Він стверджував, що ця корупція знизила темпи економічного зростання в Росії, оскільки студенти, які опинились у неблагополучному положенні, не можуть так швидко застосовувати кращі методи роботи, знижуючи тим самим загальну факторну продуктивність для Росії.

## Типи

### Підкуп

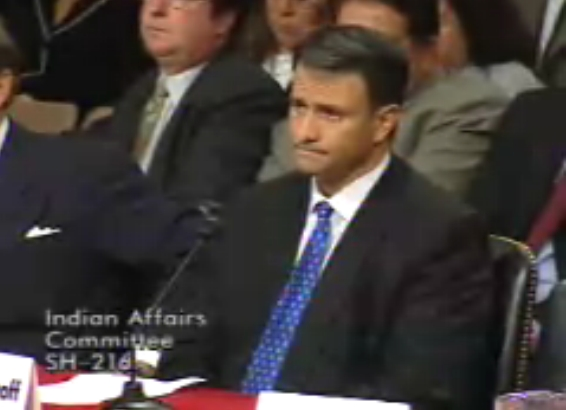
Американський лобіст і бізнесмен Джек Абрамофф був у центрі розслідування корупції

В контексті політичної корупції хабар може передбачати виплату державному службовцю в обмін на використання ним службових повноважень. Підкуп вимагає двох учасників: один дав хабар, а другий взяв його. Кожен може ініціювати корупційну пропозицію; наприклад, митник може вимагати хабара, щоб пропустити дозволені (або заборонені) товари, або контрабандист може запропонувати хабар для отримання дозволу на прохід. У деяких країнах культура корупції поширюється на всі аспекти суспільного життя, що вкрай ускладнює діяльність людей, не вдаючись до хабарів. Хабар може вимагатися для того, щоб чиновник зробив те, за що йому вже заплатили. Їх також можуть вимагати, щоб обійти закони та правила. На додаток до своєї ролі в приватній фінансовій вигоди, хабарі також використовуються для навмисного та зловмисного заподіяння шкоди іншому (тобто відсутність фінансового стимулу).
Рада Європи виділяє активний і пасивний підкуп:
- Можна визначити активний підкуп як «обіцянку, пропозицію чи надання будь-якою особою, прямо чи опосередковано, будь-якої неправомірної вигоди будь-якому з її державних службовців, для себе чи для когось іншого, для того, щоб вона діяла або утримувалася від виконуючи свої функції»(стаття 2 Кримінально-правової конвенції про корупцію (ETS 173)[25] Ради Європи).
- Пасивний підкуп можна визначити як «умисне вчинення, запит чи отримання будь-яким […] державним чиновником, прямо чи опосередковано, будь-якої невиправданої вигоди для себе чи когось іншого, або прийняття пропозиції або обіцянку такої переваги, діяти або утримуватися від дії під час здійснення своїх функцій» (стаття 3 Кримінально-правової конвенції про корупцію (ETS 173))

Ця дисоціація має на меті зробити перші кроки (пропонуючи, обіцяючи, вимагаючи переваги) корупційної угоди вже злочином і, таким чином, дати чіткий сигнал (з точки зору кримінальної політики), що хабар не є прийнятним.  Крім того, така дисоціація полегшує переслідування випадків хабарництва, оскільки може бути дуже важко довести, що дві сторони офіційно домовились про корупційну угоду. Крім того, часто не існує такої офіційної угоди, а лише взаєморозуміння, наприклад, коли в муніципалітеті загальновідомо, що для отримання дозволу на будівництво потрібно «заплатити» особі, що приймає рішення, для отримання сприятливого рішення. Робоче визначення корупції також подано у статті 3 Цивільно-правової конвенції про корупцію (ETS 174): Для цілей цієї Конвенції «корупція» означає запит, пропозицію, надання або прийняття, прямо чи опосередковано, хабар або будь-яку іншу неправомірну перевагу або її перспектива, яка спотворює належне виконання будь-якого обов'язку або поведінки, що вимагаються від одержувача хабара, неправомірної переваги або перспективи цього.

### Торгівля впливом

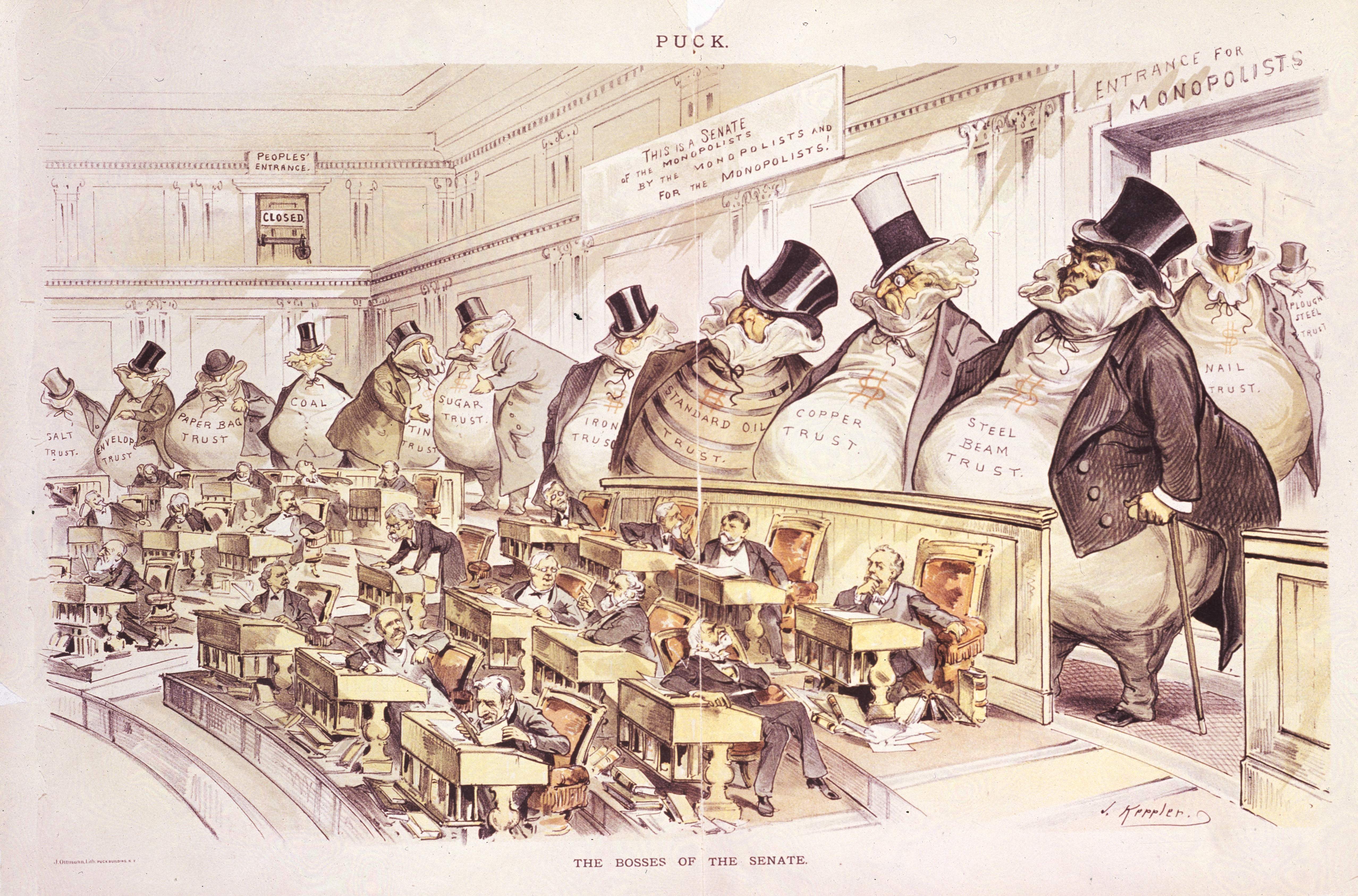
Такі реформатори, як американець Джозеф Кеплер, зображавали Сенат під контролем гігантських грошових мішків

Торгівля впливом або торгівля впливом стосується особи, яка продає свій вплив на процес прийняття рішень на користь третьої сторони (особи чи установи). Різниця з підкупом полягає в тому, що це тристоронні відносини. З юридичної точки зору, роль третьої сторони (яка є об'єктом впливу) насправді не має значення, хоча він/вона може бути аксесуаром у деяких випадках. Буде важко провести різницю між цією формою корупції та деякими формами екстремального та нерегульованого лобіювання, де, наприклад, особи, що приймають закони чи особи, можуть вільно «продавати» свій голос, владу чи вплив тим лобістам, які пропонують найвищі компенсація, включаючи випадки, коли останні діють від імені потужних клієнтів, таких як промислові групи, які хочуть уникнути прийняття конкретних екологічних, соціальних чи інших нормативних актів, які вважаються занадто жорсткими тощо. Там, де лобіювання регулюється (в достатній мірі), стає можливим передбачити чіткі критерії та врахувати, що торгівля впливом передбачає використання «неналежного впливу», як у статті 12 Кримінально-правової конвенції про корупцію (ETS 173) Ради Європи.

### Меценатство
Патронат стосується надання переваг прихильникам, наприклад, зайнятості в державі. Це може бути законним, як-от коли новообраний уряд змінює найвищих посадових осіб адміністрації з метою ефективної реалізації своєї політики. Це може розглядатися як корупція, якщо це означає, що некомпетентні особи, обираються перед більш дієздатними, як плата за підтримку режиму. У недемократіях багатьох державних чиновників часто обирають за лояльність, а не за здатність. Вони можуть бути обрані майже виключно з певної групи (наприклад, араби-суніти в Іраці Саддама Хусейна , номенклатура в Радянському Союзі або юнкери в Імперській Німеччині), які підтримують режим в обмін на такі послуги. Подібну проблему можна спостерігати також у Східній Європі, наприклад у Румунії, де уряд часто звинувачують у патронаті (коли новий уряд приходить до влади, він швидко змінює більшість чиновників у державному секторі).

### Непотизм і кронизм
Призначаючи родичів (кумівство) або особистих друзів (кронизм) посадовимим особами є однією з форм незаконного отримання особистої вигоди. Це може поєднуватися з хабарництвом, наприклад, вимагаючи, щоб бізнес зайняв родича чиновника, який контролює нормативні акти, що впливають на бізнес. Найекстремальніший приклад ― це спадкування всієї держави, як у Північній Кореї чи Сирії. Менша форма може бути на півдні Сполучених Штатів із «добрими хлопцями», де жінки та меншини виключені. Більш м'якою формою товариства є «мережа старих хлопців», при якій призначені на офіційні посади обираються лише із закритої та ексклюзивної соціальної мережі ― наприклад, друзів по університету ― замість того, щоб призначити найбільш компетентного кандидата.
Прагнення заподіяти шкоду ворогам стає корупцією, коли службові повноваження незаконно використовуються для досягнення цієї мети. Наприклад, надумані звинувачення часто висуваються проти журналістів або письменників, які порушують політично делікатні питання, такі як прийняття політиком хабарів.

### Гомбінізм і приходство

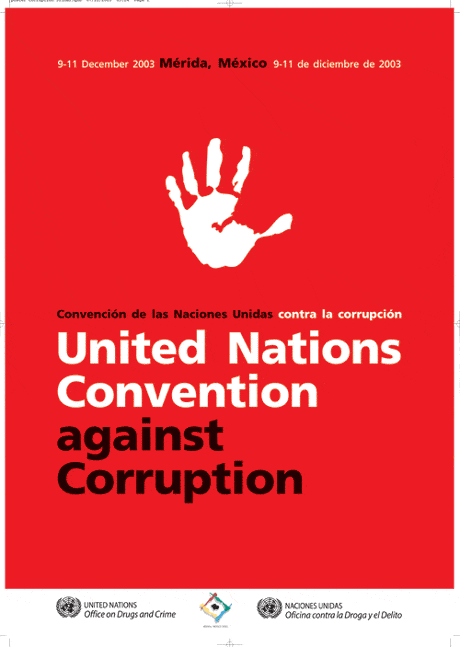
Конвенція ООН проти корупції

Гомбінізм відноситься до особи, яка є нечесною та корумпованою з метою особистої вигоди, частіше через грошову допомогу, тоді як парохіалізм, який також відомий як політика парафіяльної помпи, стосується розміщення місцевих або марнославських проектів поперед національних інтересів.

### Виборча фальсифікація
Виборча фальсифікація ― це незаконне втручання в процес виборів. Акти шахрайства впливають на підрахунок голосів, що призводить до результату виборів, чи то шляхом збільшення частки виборців, що віддають перевагу, чи зменшення частки голосів виборців, або тих і інших. Механізми, які також називають фальсифікацією виборців, включають незаконну реєстрацію виборців, залякування на виборчих дільницях, злом комп'ютерів для голосування та неправильний підрахунок голосів.

### Розкрадання

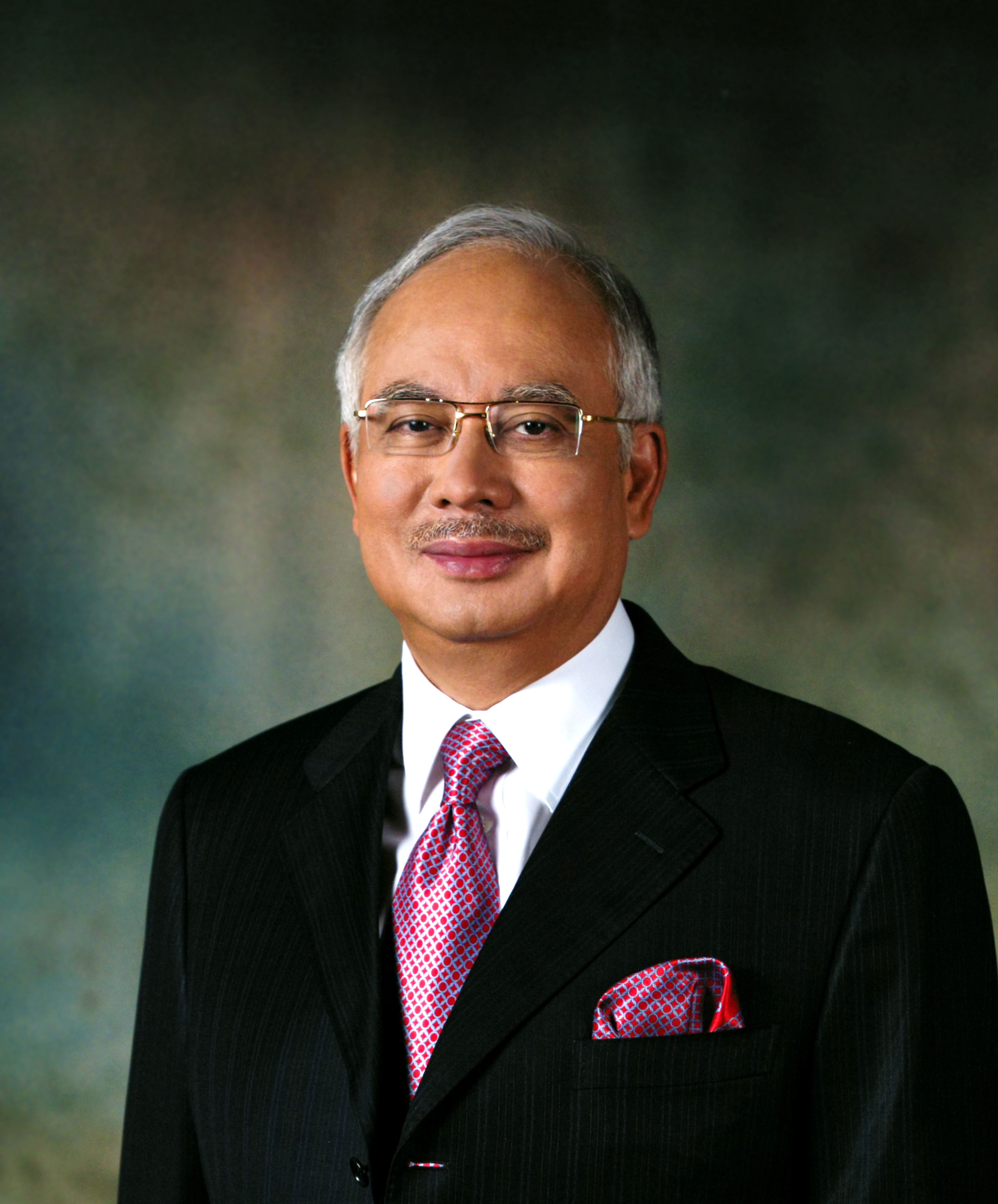
Колишній прем'єр-міністр Малайзії Наджиб Разак був визнаний винним у корупції.

Розкрадання ― це крадіжка довірених коштів. Державні гроші, взяті державним чиновником для використання будь-ким, не визначеним громадськістю. Поширеним видом розкрадання є особисте використання довірених державних ресурсів; наприклад, коли чиновник доручає державним службовцям реконструювати власний будинок.

### Відкати
Відкат ― це частка посадової особи незаконно привласнених коштів, виділених від організації, яка бере участь у корупційних торгах. Наприклад, припустимо, що політик відповідає за вибір способу витратити деякі державні кошти. Він може укласти контракт з компанією, яка не є найкращим учасником торгів, або виділити більше, ніж вони заслуговують. У цьому випадку компанія отримує вигоду, і в обмін на зраду громадськості чиновник отримує відкат, який є частиною суми, яку компанія отримала. Сама ця сума може бути цілою або частковою різницею між фактичним (завищеним) платежем компанії та (нижчою) ринковою ціною, яку було б сплачено, якби конкурсні пропозиції були конкурентоспроможними.
Відкати не обмежуються лише державними чиновниками; будь-яка ситуація, коли людям доручають витрачати кошти, які їм не належать, сприйнятлива до такого роду корупції.

### Нечестивий союз
Нечестивий союз ― це коаліція між, здавалося б, антагоністичними групами для отримання спеціальної або прихованої вигоди, як правило, якась впливова неурядова група, що формує зв'язки з політичними партіями, забезпечуючи фінансування в обмін на сприятливий режим. Як і патронат, нечесні союзи не обов'язково є незаконними, але на відміну від патронату, за своїм оманливим характером та часто великими фінансовими ресурсами, нечесний союз може бути набагато небезпечнішим для суспільних інтересів. Цей термін раніше використовував колишній президент США Теодор Рузвельт:
«Знищити цей невидимий уряд, розірвати нечестивий союз між корумпованим бізнесом та корумпованою політикою є першим завданням державного управління на сьогодні». ― 1912 р.

### Залучення до організованої злочинності

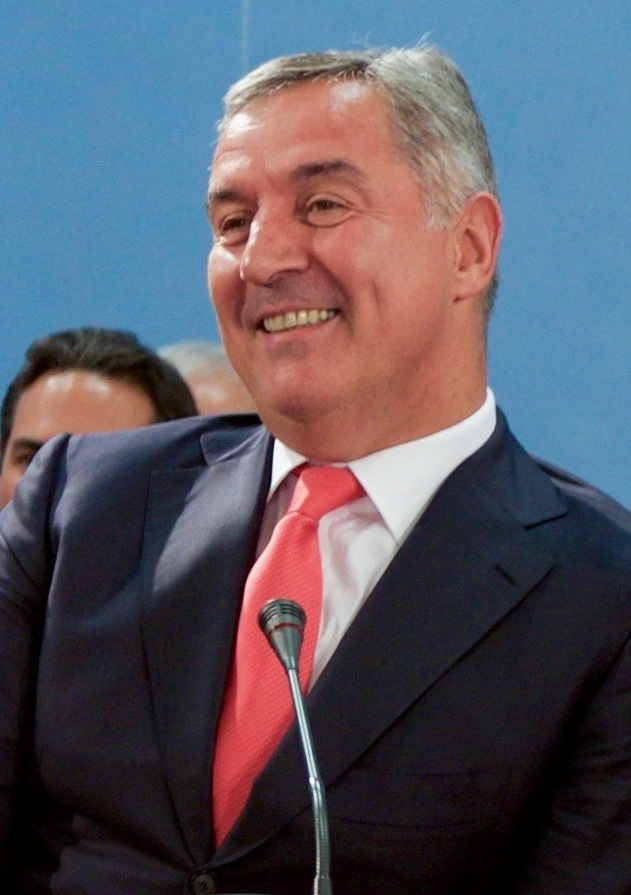
Президента Чорногорії Мило Джукановича часто описують як міцно пов'язаного з чорногорською мафією.

Ілюстративний приклад офіційної причетності до організованої злочинності можна знайти в 20-х і 30-х роках Шанхаю, де Хуан Цзіньронг був начальником поліції у французькій концесії, одночасно працюючи шефом банди і співпрацюючи з Ду Юешенгом, місцевим керівником банди. Ці стосунки не перешкоджали потоку прибутку від азартних ігор, бандитизму та проституції.
США звинуватили уряд Мануель Нор'єга з Панами у «наркоклептократії», корумпованому уряді, який наживається на незаконній торгівлі наркотиками.  Пізніше США вторглися в Панаму і захопили Нор'єгу.

## Умови сприятливі для корупції
Деякі дослідження вказують на те, що політична корупція є заразною.
Такі умови сприятливі для корупції:
- Дефіцит інформації
  - Відсутність законодавства про свободу інформації.[36]
  - Відсутність журналістських розслідувань у місцевих ЗМІ.[37]
  - Презирство або недбалість щодо здійснення свободи слова та свободи преси.
  - Слабка практика бухгалтерського обліку, включаючи відсутність своєчасного управління фінансами.
  - Відсутність вимірювання корупції. Наприклад, використання регулярних опитувань домогосподарств та підприємств з метою кількісної оцінки ступеня сприйняття корупції в різних частинах нації або в різних державних установах може підвищити обізнаність про корупцію та створити тиск для боротьби з нею. Це також дозволить оцінити чиновників, які борються з корупцією, та використовувані методи.
  - Офшорні зони, які оподатковують власних громадян та компанії, але не представників інших держав і відмовляються розголошувати інформацію, необхідну для оподаткування за кордоном. Це дає змогу широкомасштабній політичній корупції в іноземних державах.[38]
- Відсутність контролю уряду.
  - Відсутність громадянського суспільства та неурядових організацій, які контролюють діяльність уряду.
  - Окремий виборець може мати раціональне незнання щодо політики, особливо на загальнодержавних виборах, оскільки кожен голос має незначну вагу.
  - Слабка державна служба та повільний темп реформ.
  - Слабке верховенство права .
  - Слабка адвокатура.
  - Слабка незалежність судової влади.
  - Не вистачає захисту викривачів.
    - Проект підзвітності уряду

  - Відсутність бенчмаркінгу, тобто постійної детальної оцінки процедур та порівняння з іншими, хто робить подібні справи, в тому самому уряді чи іншими, зокрема порівняння з тими, хто робить найкращу роботу. Перуанська організація Ciudadanos al Dia почала вимірювати та порівнювати прозорість, витрати та ефективність у різних державних департаментах Перу. Він щорічно нагороджує найкращі практики, які отримали широку увагу ЗМІ. Це створило конкуренцію серед державних установ з метою покращення.[39]
  - Державні кошти централізовані, а не розподіляються. Наприклад, якщо 1000 доларів розтрачено у місцевого агентства, яке має 2000 доларів, це помітити легше, ніж у національного агентства, що має 2 000 000 доларів. Див. Принцип субсидіарності.
  - Великі державні інвестиції без нагляду.
  - Зарплата непропорційно нижча, ніж у середнього громадянина.
  - Державні ліцензії, необхідні для ведення бізнесу, наприклад, ліцензії на імпорт, заохочення підкупу та відкатів.
  - Тривала робота на одній і тій же посаді може створити стосунки всередині та поза владою, які заохочують та допомагають приховувати корупцію та фаворитизм. Переведення державних службовців на різні посади та географічні території може допомогти запобігти цьому; наприклад, деякі високопоставлені чиновники урядових служб Франції (наприклад, генеральний казначей) повинні чергуватись кожні кілька років.
  - Дорогі політичні кампанії, витрати яких перевищують звичайні джерела політичного фінансування, особливо якщо вони фінансуються за гроші платників податків.
  - Група або сім'я, що контролює більшість ключових державних установ. Відсутність законів, що забороняють і обмежують кількість членів однієї родини на посаді.
  - Менша взаємодія з чиновниками зменшує можливості для корупції. Наприклад, використання Інтернету для надсилання необхідної інформації, наприклад заявок та податкових форм, а потім обробки цієї інформації за допомогою автоматизованих комп'ютерних систем. Це також може пришвидшити обробку та зменшити ненавмисні людські помилки. Див. Електронне урядування.
  - Експорт природних ресурсів може сприяти корупції.[40] (Див. Прокляття ресурсів)
  - Війна та інші форми конфліктів корелюють із руйнуванням громадської безпеки.
- Соціальні умови
  - Зацікавлені закриті кліки та «мережі старих хлопців».
  - Сімейна та кланоорієнтована соціальна структура з традицією кумівства/ фаворитизму.
  - Подарункова економіка, така як радянська система блату, виникає в комуністичній централізовано-плановій економіці.
  - Відсутність грамотності та освіти серед населення.
  - Часта дискримінація та знущання серед населення.
  - Відсутність чітких законів, які забороняють членам однієї сім'ї брати участь у виборах і бути на посаді, як в Індії, де місцеві вибори часто відбуваються між членами однієї і тієї ж могутньої сім'ї, виступаючи в протилежних партіях, щоб кожен, хто буде обраний цією сім'єю, мав величезну вигоду.

### ЗМІ
Брунетті та Ведер знайшли «докази значного взаємозв'язку між більшою свободою преси та меншою кількістю корупції у великому зрізі країн». Вони також представили «докази, які свідчать про те, що причинно-наслідковий зв'язок йде від вищої свободи преси до нижчої корупції». Adserà, Boix і Payne виявили, що збільшення кількості читачів газет призвело до збільшення політичної відповідальності та зниження рівня корупції в даних приблизно із 100 країн та різних штатів США.
Снайдер і Штремберг виявили, що «Конгресмени, які менш охоплені місцевою пресою, менше працюють для своїх виборчих округів: вони рідше виступають на слуханнях в Конгресі… Федеральні витрати нижчі в районах, де менше висвітлюється в пресі діяльність місцевих членів конгресу». Шульхофер-Воль і Гаррідо виявили, що наступного року після закриття Cincinnati Post в 2007 році «менша кількість кандидатів балотувалася на муніципальні посади в передмістях Кентуккі, діючі посадовці стали частіше перемагати на виборах, а також явка виборців та витрати на передвиборчу кампанію впали».
Аналіз еволюції засобів масової інформації в США та Європейському Союзі з часів Другої світової війни зазначає неоднозначні результати зростання Інтернету: Цифрова революція сприяла свободі вираження поглядів [та] інформації, [але] змішала наслідки для свободи преси: це порушило традиційні джерела фінансування, а нові форми інтернет-журналістики замінили лише незначну частину втраченого.

### Розмір державного сектору
Великі та різноманітні державні видатки самі по собі є загрозою для відкатів та розкрадання. Складні норми та довільна офіційна поведінка без нагляду підсилюють проблему. Це один з аргументів для приватизації та дерегуляції. Противники приватизації розглядають аргумент як ідеологічний. Аргумент про те, що корупція неодмінно випливає із можливостей, послаблюється існуванням країн з низькою та неіснуючою корупцією, але великим державним сектором, таким як скандинавські країни. Ці країни мають високі показники за рейтингом легкості ведення бізнесу завдяки хорошим і часто простим нормативним актам, а також верховенству права. Тому, в першу чергу через відсутність корупції, вони можуть керувати великим державним сектором, не викликаючи політичної корупції. Недавні дані, що враховують як розмір видатків, так і складність регуляторних норм, виявили, що демократії з високим рівнем доходу з більш експансивним державним сектором справді мають вищий рівень корупції.
Подібно до інших видів державної економічної діяльності, приватизація, продаж державного майна, особливо схильні до кронзіму. Приватизація в Україні, Латинській Америці та Східній Німеччині супроводжувалась масштабною корупцією під час продажу державних компаній. Ті, хто має політичні зв'язки, несправедливо отримали значне багатство, що дискредитувало приватизацію в цих регіонах. Хоча ЗМІ широко повідомляють про велику корупцію, яка супроводжувала продажі, дослідження стверджують, що на додаток до підвищення операційної ефективності, щоденна дрібна корупція зростає або буде більшою без приватизації, і що корупція більш поширена в неприватизованих секторах. Крім того, є дані, які свідчать про те, що позалегальна та неофіційна діяльність є більш поширеною в країнах, які приватизували менше.
В Європейському Союзі застосовується принцип субсидіарності: державна послуга повинна надаватися найнижчою місцевою владою, яка може компетентно її надавати. Наслідком є те, що розподіл коштів у кількох випадках стримує розкрадання, оскільки будуть помічені навіть незначні суми, які відсутні. На відміну від них, у централізованих органах влади навіть незначні частки державних коштів можуть становити великі суми грошей.

## Умови, несприятливі для корупції
Багатство та влада можуть мати складний вплив на політичну корупцію, однак імунітет від закону, який приносять гроші та вплив, не набуде чинності, коли могутня особа завдає шкоди громаді або завдає шкоди іншій могутній особі. Прикладом порушення цього імунітету є Берні Медофф, який, будучи багатим і могутнім сам, крав у інших багатих і могутніх людей. Це призвело до його арешту, незважаючи на його статус.

## Урядова корупція

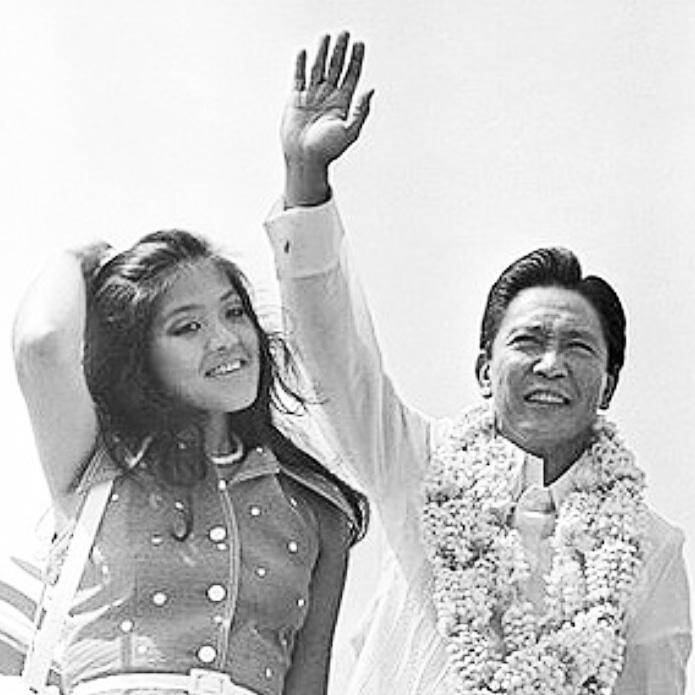
Фердинанд Маркос був філіппінським диктатором і клептократом. Його режим був сумно відомий своєю корупцією.

Якщо найвищі ешелони урядів також користуються корупцією чи розкраданням з державної скарбниці, це іноді називають неологізмом клептократія. Члени уряду можуть скористатися природними ресурсами (наприклад, алмазами та нафтою) або державною виробничою галуззю. Ряд корумпованих урядів збагатився за рахунок іноземної допомоги. Дійсно, існує позитивна кореляція між потоками допомоги та високим рівнем корупції в країнах-отримувачах.
Корупція в субсахарській Африці, полягає головним чином у видобуванні економічної ренти та переміщенні фінансового капіталу за кордон, замість того, щоб інвестувати вдома. Автори Леонс Ндікумана та Джеймс К. Бойс підрахували, що з 1970 по 2008 рік відтік капіталу з 33 країн на південь від Сахари становив 700 мільярдів доларів.
Корумпована диктатура, як правило, призводить до багатьох років загальних труднощів і страждань для переважної більшості громадян, оскільки громадянське суспільство та верховенство права розпадаються. Крім того, корумповані диктатори регулярно ігнорують економічні та соціальні проблеми, прагнучи набрати все більше багатства та влади.
Класичний випадок корумпованого, експлуатуючого диктатора ― це режим маршала Мобуту Сесе Секо, який керував Демократичною Республікою Конго (яку він перейменовав в Заїр) з 1965 по 1997 рік. Кажуть, що вживання терміна клептократія набуло популярності значною мірою у відповідь на необхідність точно описати режим Мобуту. Інший класичний випадок ― Нігерія, особливо за правління генерала Сані Абачі, який був фактичним президентом Нігерії з 1993 року до своєї смерті в 1998 році. За деякими оцінками він вкрав US $ 3-4 млрд. Його та його родичів часто згадують у нігерійських 419 шахрайських листах, в яких стверджується, що вони пропонують величезні статки за «допомогу» у відмиванні його вкрадених «статків», яких насправді виявляється не існує. У період між 1960 і 1999 рр. керівники Нігерії викрали з казни понад 400 млрд доларів.

## Корупція в судовій системі
Існує два методи корупції судової влади: державний (за допомогою бюджетного планування та різних пільг) та приватний. Бюджет судової влади в багатьох перехідних країнах та країнах, що розвиваються, майже повністю контролюється виконавчою владою. Останнє підриває поділ влади, оскільки створює критичну фінансову залежність судової влади. Правильний розподіл національного багатства, включаючи державні витрати на судову систему, є предметом конституційної економіки. Повністю викорінити судову корупцію буває важко навіть у розвинених країнах.

## Протидія корупції
У 1990-х роках на міжнародному рівні (зокрема, Європейським Співтовариством, Радою Європи, ОЕСР) було здійснено ініціативи щодо заборони корупції: у 1996 році Комітет міністрів Ради Європи наприклад, прийняв комплексну Програму дій проти корупції, а згодом видав низку антикорупційних нормативно-правових актів:

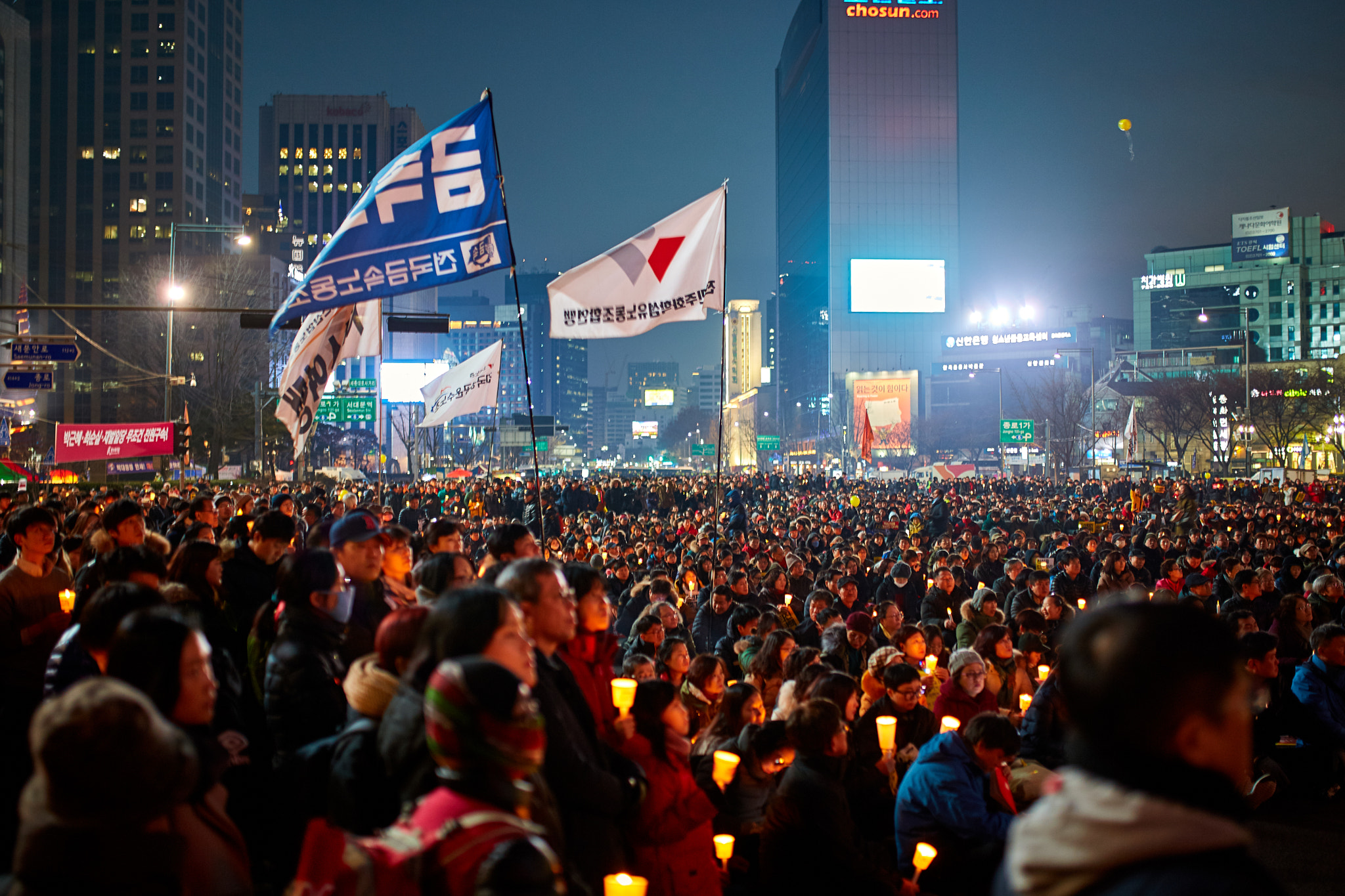
Протест при свічках проти президента Південної Кореї Пак Кен Хе в Сеулі, Південна Корея, 7 січня 2017 року

- Кримінально-правова конвенція про корупцію (ETS 173);[25]
- Цивільно-правова конвенція про корупцію (ETS 174);[26]
- Додатковий протокол до кримінально-правової конвенції про корупцію (ETS 191);[59]
- двадцять керівних принципів боротьби з корупцією (Резолюція (97) 24);[60]
- Рекомендація щодо кодексів поведінки державних службовців (Рекомендація № R (2000) 10);[61]
- Рекомендація щодо загальних правил проти корупції у фінансуванні політичних партій та виборчих кампаній (Rec (2003) 4)[62]

Метою цих інструментів було вирішення різних форм корупції (залучення державного сектору, приватного сектору, фінансування політичної діяльності тощо), незалежно від того, чи мають вони суто внутрішній або транснаціональний вимір. Для моніторингу впровадження на національному рівні вимог та принципів, передбачених у цих текстах, було створено механізм моніторингу ― Група держав проти корупції (також відому як GRECO).
Подальші конвенції були прийняті на регіональному рівні під егідою Організації американських держав (ОАД або ОЕА), Африканського Союзу, а в 2003 році — на універсальному рівні відповідно до Конвенції ООН проти корупції, де це забезпечується правово. допомогою між державами-учасницями щодо розслідувань, процесів та судових дій, пов'язаних з корупційними злочинами, як це встановлено у статті 46.

## Викривачі

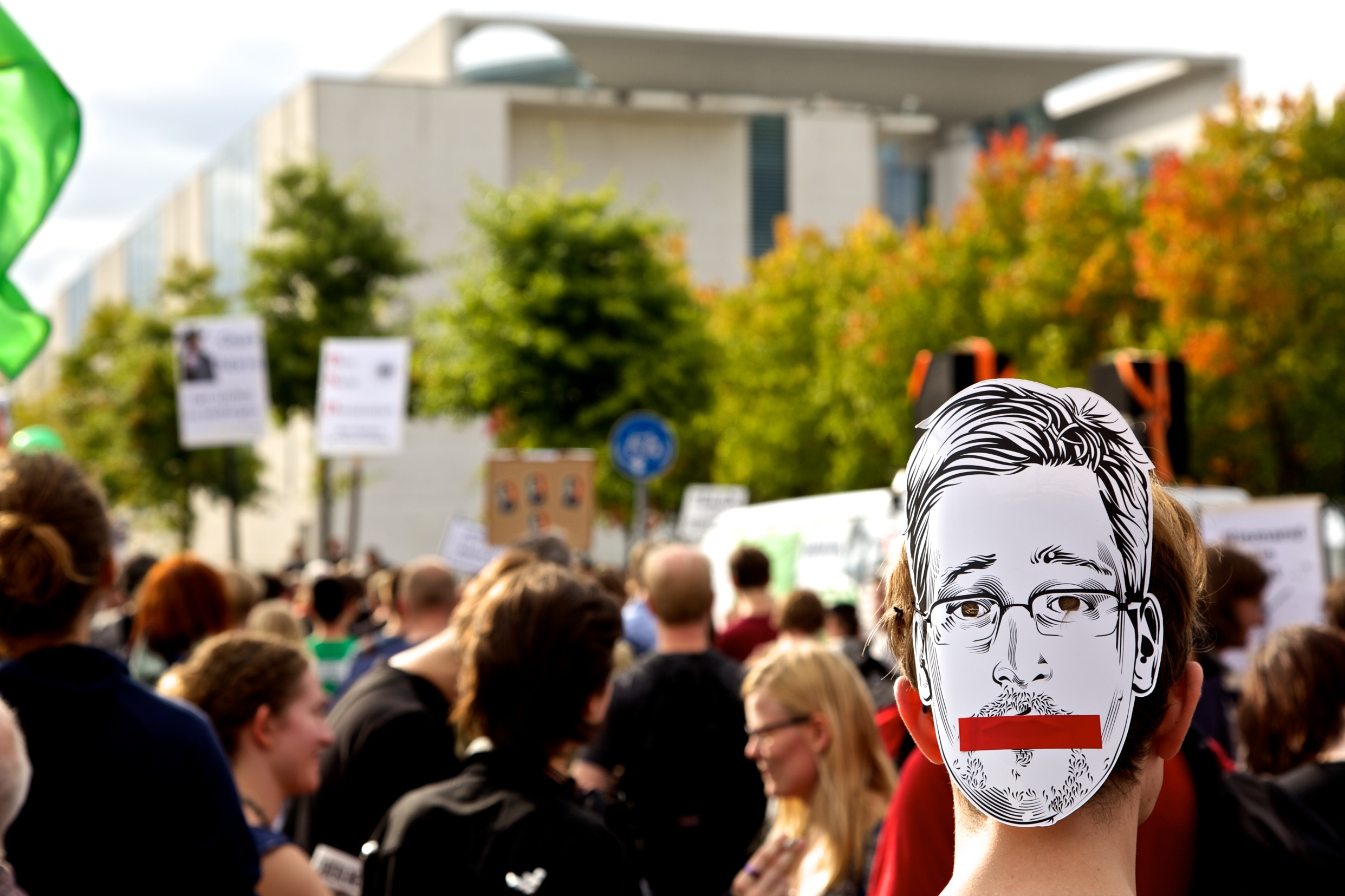
Протестуючі на підтримку американського викривача Едварда Сноудена, Берлін, Німеччина, 30 серпня 2014 року

Викривач (також називається викривач або інформатор) ― це особа, яка викриває будь-яку інформацію чи діяльність, яка вважається незаконною, неетичною або некоректною в організації, яка є приватною чи державною. Інформацію про передбачувані протиправні дії можна класифікувати різними способами: порушення політики/правил компанії, закону, нормативних актів або загрози суспільним інтересам/національній безпеці, а також шахрайство та корупція.
Внутрішній викривач може довести свої звинувачення до відома інших людей в межах обвинуваченої організації, таких як безпосередній керівник. Зовнішній викривач може викрити звинувачення, зв'язавшись із третьою стороною за межами обвинуваченої організації, такою як засоби масової інформації, уряд, правоохоронні органи або зацікавлені особи. Викривачі, однак, ризикують зазнати жорстких репресій та помсти з боку тих, кого звинувачують або заявляють про неправомірні дії.
Через це існує низка законів, що захищають викривачів. Деякі сторонні групи навіть пропонують захист викривачам. Викривачі повідомляють про судові позови, кримінальні звинувачення, соціальну стигму та звільнення з посади чи роботи.
Дві інші класифікації повідомлень про викриття ― приватна та державна. Класифікації стосуються типу організацій, в якій хтось вирішив повідомити про злочин. Залежно від багатьох факторів, результати можуть мати різні наслідки. Однак повідомлення про порушення в державному секторі, швидше за все, призведуть до кримінальних звинувачень та можливих покарань у вигляді позбавлення волі. Викривач, який вирішив звинуватити організацію чи агентство приватного сектору, частіше стикається з розірванням правових та цивільних звинувачень.
Більш глибокі запитання та теорії повідомлень про те, чому люди вирішують це робити, можна вивчати за допомогою етичного підходу. Повідомлення ― тема постійних етичних дискусій. Провідні аргументи в ідеологічному таборі про те, що повідомлення про порушення є етичним, щоб стверджувати, що повідомлення про порушення є формою громадянської непокори та має на меті захистити громадськість від незаконних дій уряду. У протилежному таборі дехто розглядає повідомлення про помилки як неетичне порушення конфіденційності, особливо у галузях, які обробляють конфіденційну інформацію про клієнта чи пацієнта. Юридичний захист також може бути наданий для захисту викривачів, але цей захист регулюється багатьма положеннями. Сотні законів надають захист викривачам, але положення можуть легко обійти цей захист і зробити викривачів вразливими до помсти та правових проблем. Однак рішення та дії значно ускладнились завдяки недавньому прогресу в технологіях та зв'язку. Викривачі часто стикаються з розправою, іноді з боку організації або групи, яку вони звинувачують, іноді із суміжних організацій, а іноді за законом. Питання про правомірність повідомлень про викриття, моральну відповідальність за повідомлення та оцінку інститутів, є частиною сфери політичної етики.

## Вимірювання корупції
Точно виміряти корупцію складно, якщо не ненеможливо, через незаконний характер операції та неточні визначення корупції. Існує небагато надійних показників масштабів корупції, і серед них існує високий рівень неоднорідності. Одним із найпоширеніших способів оцінки корупції є опитування щодо сприйняття. Вони мають перевагу хорошого висвітлення, проте корупцію вони не вимірюють точно. Хоча індекси «корупції» вперше з'явилися в 1995 році з Індексу сприйняття корупції, усі ці показники стосуються різних довірених осіб щодо корупції, таких як сприйняття громадськістю масштабу проблеми. Однак з часом вдосконалення методів та перевірка валідації щодо об'єктивних показників означало, що, хоча і не є досконалими, багато з цих показників удосконалюються при послідовному та достовірному вимірюванні масштабів корупції.
Трансперенсі Інтернешнл, антикорупційна неурядова організація, виступила першою в цій галузі з ІСК, вперше випущеним у 1995 році. Наразі Transparency International публікує три заходи, що щороку оновлюються: ІСК (заснований на сукупному опитуванні сторонніх опитувань громадськості про те, наскільки корумповані різні країни); Глобальний барометр корупції (на основі опитування ставлення громадськості до корупції та досвіду їх у корупції); та Індекс платників хабара, який розглядає готовність іноземних фірм платити хабарі. Індекс сприйняття корупції ― найвідоміший із цих показників, хоча він викликав багато критики і, можливо, зменшується під її впливом. У 2013 році Transparency International опублікувала звіт про «Урядовий оборонний індекс боротьби з корупцією». Цей індекс оцінює ризик корупції у військовому секторі країн.
Світовий банк збирає цілий ряд даних про корупцію, включаючи відповіді на опитування понад 100 000 фірм у всьому світі та набір показників якості управління та інституцій. Більше того, одним із шести вимірів управління, що вимірюється за світовими показниками врядування, є контроль за корупцією. Незважаючи на те, що саме визначення є досить точним, дані, що об'єднуються до Світових показників управління, базуються на будь-якому доступному опитуванні: питання варіюються від «чи є корупція серйозною проблемою?» до заходів громадського доступу до інформації і не узгоджується в різних країнах. Незважаючи на ці слабкі сторони, глобальне охоплення цих наборів даних призвело до їх широкого поширення, особливо Корпорацією викликів тисячоліття.
Ряд партій зібрали дані опитування громадськості та експертів, щоб спробувати визначити рівень корупції та хабарництва, а також їх вплив на політичні та економічні результати. Другу хвилю показників корупції створили Global Integrity, Міжнародне бюджетне партнерство та багато менш відомих місцевих груп. Ці показники включають Глобальний індекс доброчесності вперше опублікований у 2004 році. Ці проекти другої хвилі спрямовані на зміну політики шляхом більш ефективного визначення ресурсів та створення контрольних списків для поступової реформи. «Global Integrity» та «Міжнародне бюджетне партнерство» відмовляються від публічних опитувань, а замість цього використовують експертів, що працюють у країні, для оцінки «протилежності корупції», яку Global Integrity визначає як державну політику, яка запобігає, стримує чи викриває корупцію. Ці підходи доповнюють першу хвилю інструментів підвищення обізнаності, надаючи урядам, які стикаються з громадським протестом, контрольний перелік, який вимірює конкретні кроки до вдосконалення управління.

## Інституції, що борються з політичною корупцією
- Global Witness, міжнародна громадська організація, створена в 1993 році, яка працює над розривом зв'язків між експлуатацією природних ресурсів, конфліктами, бідністю, корупцією та порушеннями прав людини у всьому світі
- Група держав проти корупції, орган, створений при Раді Європи для контролю за виконанням інструментів, прийнятих державами-членами для боротьби з політичною корупцією
- Незалежна комісія проти корупції (неоднозначність)
- Міжнародна антикорупційна академія
- Transparency International, неурядова організація, яка здійснює моніторинг та розголошення корпоративної та політичної корупції у міжнародному розвитку
- Індекс сприйняття корупції, щорічно публікується Transparency International